# Fillmore County (Minnesota)
Fillmore County is een county in de Amerikaanse staat Minnesota.
De county heeft een landoppervlakte van 2.231 km² en telt 21.122 inwoners (volkstelling 2000). De hoofdplaats is Preston.

## Bevolkingsontwikkeling

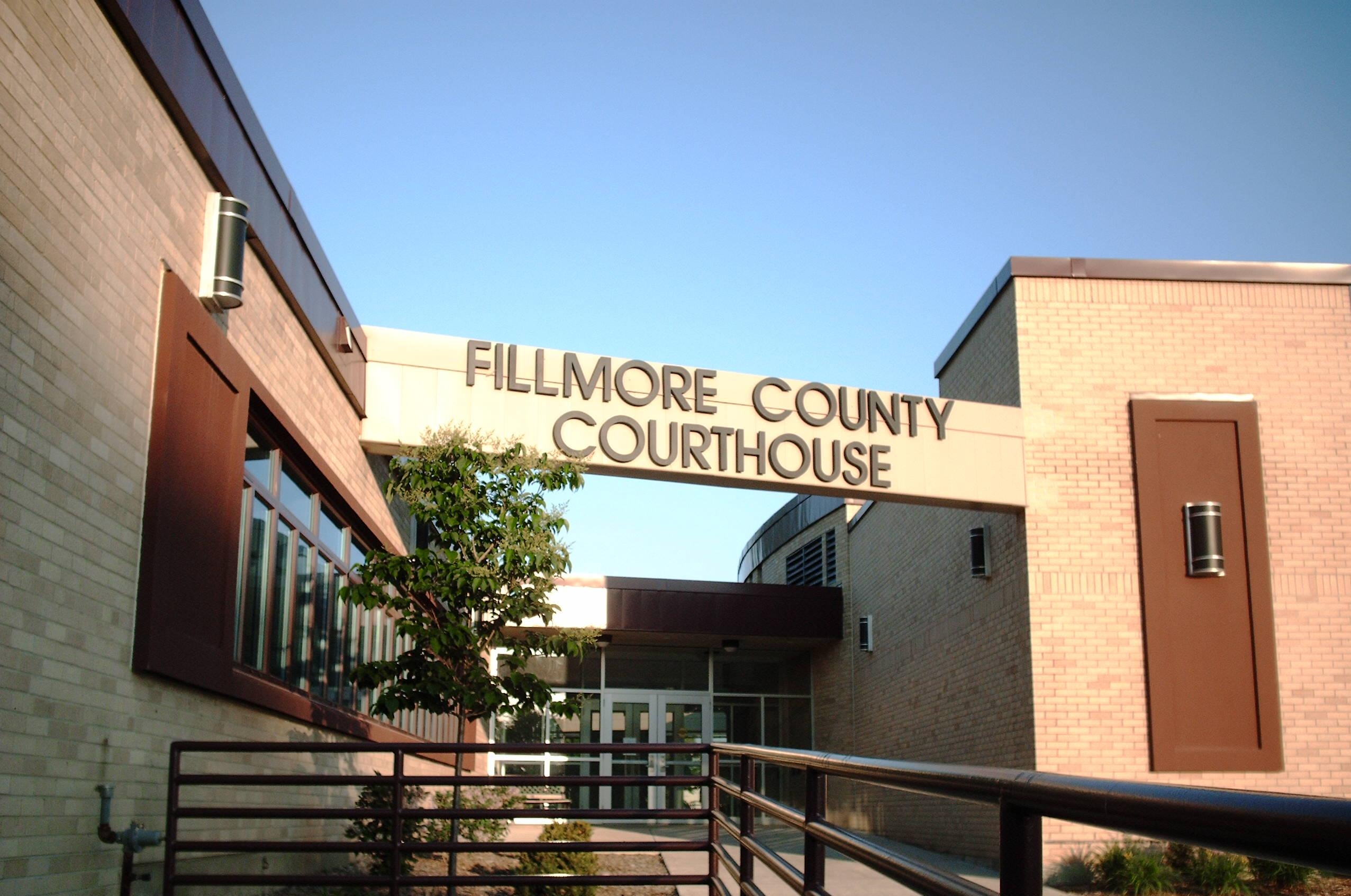
Fillmore County Courthouse